# Agustín de Iturbide
Agustín Cosme Damián de Iturbide y Arámburu, född 27 september 1783 i Morelia, Michoacán, död 19 juli 1824 i Padilla, Tamaulipas, var en mexikansk politiker och militär. 
Iturbide var son till en i Mexiko inflyttad spansk aristokrat, ingick vid femton års ålder i armén men hade trots kunskaper och duglighet endast blivit befordrad till subalternofficer. När samma år upproret mot Spanien började, stred Iturbide tappert på den kungatrogna sidan, blev general och 1814 befälhavare över norra armén. Iturbide blev 1816 avsatt på grund av maktmissbruk men återfick befälet 1820, Iturbide slöt sig nu till upproret på grundval av det konstitutionellt-monarkistiska Iguala-programmet. Hans trupper besatte 1821 huvudstaden och Iturbide utsågs till provisorisk regeringschef. Den 21 juli 1822 lät han utropa sig till kejsare med namnet Agustín I. 
Då oppositionen inte ville tystna, lät Iturbide upphäva kongressen. Den republikanska stämningen i landet var dock stark. När Iturbides egna befälhavare – bland annat Antonio López de Santa Anna – revolterade, blev hans ställning ohållbar. År 1823 nedlade han regeringen mot löfte om årlig pension och avreste till Europa. Då han 1824 återvände för att återta makten, tillfångatogs han och arkebuserades.